# C 0422−213
C 0422−213 ist ein Kugelsternhaufen des äußeren galaktischen Halos im Sternbild Eridanus.